# Tobias Carlsson (fotbollsspelare född 1995)
Tobias Carlsson, född 28 juli 1995, är en svensk fotbollsspelare som spelar för IK Sirius.

## Karriär

### Grebbestads IF
Carlssons moderklubb är Grebbestads IF. Han spelade 143 ligamatcher och gjorde fyra mål för A-laget mellan 2013 och 2018.

### Varbergs BoIS
I december 2018 värvades Carlsson av Varbergs BoIS, där han skrev på ett tvåårskontrakt. Carlsson gjorde sin Superettan-debut den 7 april 2019 i en 3–1-vinst över Trelleborgs FF.

### BK Häcken
Den 2 december 2019 värvades Carlsson av BK Häcken, där han skrev på ett treårskontrakt. Den 31 augusti 2021 förlängde Carlsson sitt kontrakt i klubben fram över säsongen 2025.

### IK Sirius
Den 16 augusti 2023 blev Carlsson klar för IK Sirius.